# Женска рукометна репрезентација Португалије
Женска рукометна репрезентација Португалије у организацији Рукометног савеза Португалије представља Португалију у рукомету на свим значајнијим светским и континенталним такмичењима.

## Успеси репрезентације

### Наступи наОлимпијским играма
- До сада нису наступали на Олимпијским играма у рукомету за жене.

### Наступи наСветским првенствима
- До сада нису наступали на Светском првенству у рукомету за жене.

### Наступи наЕвропским првенствима
| Година           | Турнир    | Пласман   | ИГ | П | Н | И | ГД | ГП  | ГР  |
| ---------------- | --------- | --------- | -- | - | - | - | -- | --- | --- |
| Македонија 2008. | Први круг | 16. место | 3  | 0 | 0 | 3 | 67 | 101 | -34 |
| Укупно           | 1         | 16. место | 3  | 0 | 0 | 3 | 67 | 101 | -34 |